# Veronica Brutti
Veronica Brutti (Verona, 11 settembre 1987) è un'allenatrice di calcio ed ex calciatrice italiana, di ruolo centrocampista.

## Carriera

### Allenatrice
Nel 2013 entra a far parte dello staff tecnico della Scuola Calcio dell'Hellas Verona, società con la quale rimane fino al suo ritorno al calcio giocato.
Dall'agosto 2018 trova un accordo con il ChievoVerona Valpo come responsabile tecnico della formazione Primavera per il campionato 2018-2019.
Nella stagione 2019-2020 per la società Hellas Verona Women allena la squadra Under-17 e nelle stagioni 2020-2021 e 2021-2022 ne allena la squadra Primavera. Con l'esonero del tecnico della prima squadra Matteo Pachera del dicembre 2021, Brutti, coadiuvata dalla sua vice ed ex capitano della squadra Giorgia Motta, riceve l'incarico dalla società di dirigere il Verona nella seconda parte della stagione. Nonostante l'ultimo posto in classifica e la conseguente retrocessione in Serie B, è stata confermata alla guida tecnica della squadra veronese anche per la stagione 2022-2023. A metà gennaio 2023, con la squadra a metà classifica poco prima della fine del girone d'andata, è stata sollevata dall'incarico per assumere il ruolo di responsabile del progetto formativo dell'intero settore giovanile femminile della società.

## Palmarès
- Campionato italiano di Serie A2: 2

Porto Mantovano: 2005-2006
Milan: 2010-2011
- Coppa Italia: 1

Reggiana: 2010